# Hulahopring
En hulahopring er en legetøjsring, som man får til at svinge rundt om kroppen ved at lave cirkelbevægelser med hofterne og maven. Den moderne hulahopring blev opfundet af Arthur K. "Spud" Melin and Richard Knerr i 1958, men børn og voksne i hele verden har leget med ringe gennem historien. I dag er de almindeligvis lavet af plast.

## Historie
Melin og Knerr blev inspireret til at udvikle hulahopringen, efter de så en ring af træ, som australske børn svingede rundt om deres liv i en idrætstime. Legetøjsvirksomheden Wham-O – som Melin og Knerr selv havde grundlagt – begyndte at producere en plastversion af ringen, kaldet Hula-Hoop efter den hofteroterende hawaiianske dans af samme navn, og demonstrerede den på legepladser i det sydlige Californien.